# کیم چول-مین
کیم چول-مین (انگلیسی: Kim Cheol-min؛ زادهٔ ۲۹ نوامبر ۱۹۹۲) اسکیت‌باز سرعت، و اسکیت‌باز سرعت، اهل کره جنوبی است.